# マーゴ・ウォルターズ
マーゴ・ウォルターズ、婚氏マクドナルド（Margo (Walters) McDonald、1942年3月11日 - 2024年7月3日）は、アメリカ合衆国のアルペンスキーヤーである。彼女は、1964年の冬季オリンピックで女子ダウンヒルに出場した。
2024年7月3日にアルツハイマー病の合併症により死去した。